# 昭翦
昭翦（?—?），战国时期楚国官员，出自昭氏。
昭翦与东周国交恶，有人对昭翦暗中计划。昭翦问其中缘故。这个人说，西周国非常讨厌东周国，想要让东周国与楚国交恶，西周国一定会让刺客暗杀昭翦，再扬言说是东周国干的，使得楚国对东周不满。昭翦又担心东周暗杀自己栽赃西周，使得楚国对西周不满。于是和东周国和解。